# StrongARM

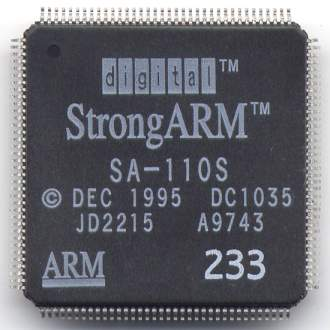
迪吉多的 StrongARM SA-110 微處理器

StrongARM，一個微處理器系列，採用ARM v4指令集架構。最早由迪吉多公司開發，後來賣給英特爾。它的下一代為XScale。

## 發展歷史
StrongARM最早起源於迪吉多公司與安謀國際科技公司的合作案，目標是要創造一個速度更快的ARM 處理器。它針對於需要高階表現但是低耗能的嵌入式裝置而設計，在 233 MHz 的頻率下，這顆 CPU 只消耗一瓦特的電能（後來的晶片消耗得更少）。主要針對於個人數位助理（PDA）與數位視訊轉換盒（Set Top Box）等裝置的市場。
迪吉多公司的半導體部門原本位於麻薩諸塞州，但是為了更接近矽谷的設計者，迪吉多公司在加州帕羅奧圖成立設計中心，由丹·多伯普爾（Dan Dobberpuhl）負責擔任StrongARM首席開發工程師。另一個研發中心設在德州奧斯汀，成員為來自蘋果電腦與摩托羅拉的前迪吉多工程師。在1995年，這個計劃開始，很快就提出了第一個產品， SA-110。
1997年，作為訴訟的和解條件之一，迪吉多公司將StrongARM出售給英特爾。英特爾用這款晶片來取代他們之前研發的i860與i960。
在迪吉多公司將他們的半導體部門出售給英特爾後，許多原先在加州帕羅奧圖研發中心工作的工程師，轉投至SiByte（後來的博通公司），開發針對於網路市場的MIPS系統單晶片。而奧斯汀研發中心則被獨立成一間新的公司Alchemy半導體，研發以手持裝置為主的MIPS系統單晶片。
英特爾公司在取得StrongARM之後，在2000年推出XScale，作為它的下一代產品。

## 產品

### SA-110
SA-110是StrongARM家族中第一款實作出的處理器。在1996年2月5日，發表了它的第一版，分別能以100、160與200 MHz的時脈運作。在1996年中，它開始被量產。在1996年9月12日，包括166 MHz與233 MHz，這兩款更高時脈的版本被發表，在12月開始量產。